# Воронов Віталь
Віта́ль Во́ронов (біл. Віталь Воранаў) (*18 березня 1983, Мінськ) — сучасний білоруський літератор, перекладач, видавець. Співзасновник і керівник Білоруський культурно-освітній центр і видавництва «Белы Крумкач».

## Біографія
1991—1995 рр. — вчився у школі № 2 у Глибокому. У 1996 р. емігрував у Польщу. Там у 1999—2003 рр. здобув середню освіту й міжнародний диплом у Першому приватному ліцеї в Познані. Студент Університету імені Адама Міцкевича і Західночеського університету в Плзні.

## Творчість
Перекладач «Чекаючи на Годо» Семюеля Бекета та «Вінні-Пуха» Алана Мілна на білоруську мову. Пише та публікує переважно прозу, але також вірші та п'єси. Займається живописом та літературними перекладами з англійської, чеської і польської мов.